# Alto Uele
Alto Uele ou Uele Superior (em francês: Haut-Uele) é uma província da República Democrática do Congo. Foi criada pela Constituição de 2006 e instalada em 2009. Foi formada a partir da antiga Província Oriental. Sua capital é a cidade de Isiro. Possui uma população de 1 920 867 habitantes em 89 683 km², e seus habitantes são denominados de haut-uelais. 
Devido ao rio Uele, que atravessa a província, foi-lhe dada seu nome. Seus territórios são Dungu, Faradje, Niangara, Rungu, Wamba e Watsa.